# Саммит ШОС в Душанбе (2021)
Душанбинский саммит Шанхайской организации сотрудничества—2021 (тадж. Душанбе Ҷаласаи Созмони Ҳамкории Шанхай—2021, кит. упр. 上海合作组织杜尚别峰会——2021, англ. Dushanbe Summit of the Shanghai Cooperation Organization—2021) — ежегодное заседание Совета глав государств — членов организации, прошедшее в 21-й раз 16—17 сентября 2021 года в столице Таджикистана.

## Предыстория
Таджикистан председательствовал в Шанхайской организации сотрудничества уже в третий раз с момента её основания. Душанбе до этого дважды становился местом проведения саммита объединения (в 2008 и 2014 годах), а в 2000-м здесь прошла встреча в формате «Шанхайской пятёрки», преобразованной в «Шанхайский форум».

## Участники
В свете продолжавшейся на тот момент пандемии коронавируса не все главы государств смогли присутствовать на душанбинском саммите—2021 лично.
Премьер-министр Индии Нарендра Моди, китайский лидер Си Цзиньпин, а также президенты Монголии — Ухнаагийн Хурэлсух и России — Владимир Путин участвовали в работе саммита в режиме видеоконференции. А уже непосредственно на самом саммите делегации трёх из вышеуказанных стран были представлены на уровне глав внешнеполитических ведомств, а монгольскую возглавил первый вице-премьер Сайнбуянгийн Амарсайхан.
В качестве почётного гостя принял участие президент Туркменистана Гурбангулы Бердымухамедов.
Генеральный секретарь ООН Антониу Гутерриш обратился к участникам душанбинского саммита—2021 с видеообращением.
На саммите отсутствовала делегация из Афганистана. Это было связано с тем, что в государствах — членах ШОС ещё не было официального признания нового правительства этой страны.
Также впервые состоялась встреча лидеров стран — членов Шанхайской организации сотрудничества совместно с ОДКБ, в которой в 2021 году также председательствовал Таджикистан, где помимо глав государств — членов и государств — наблюдателей ШОС принял участие и Никол Пашинян — премьер-министр Армении, которая является одной из шести стран-участниц Организации Договора о коллективной безопасности.

### Главы государств и делегаций
Страна-хозяйка и лидер выделены жирным шрифтом. Главы остальных государств — членов и государств — наблюдателей организации, а также приглашённые гости указаны в алфавитном порядке русского языка.
- Таджикистан — президент Эмомали Рахмон (председатель)
- Армения — премьер-министр Никол Пашинян[13]
- Беларусь — президент Александр Лукашенко[14]
- Индия — министр иностранных дел Субраманьям Джайшанкар[15]
- Иран — президент Ибрагим Раиси[16]
- Казахстан — президент Касым-Жомарт Токаев[17]
- Китай — министр иностранных дел Ван И
- Кыргызстан — президент Садыр Жапаров[18]
- Монголия — первый вице-премьер Сайнбуянгийн Амарсайхан
- Пакистан — премьер-министр Имран Хан[19]
- Россия — министр иностранных дел Сергей Лавров
- Туркменистан — президент Гурбангулы Бердымухамедов[20]
- Узбекистан — президент Шавкат Мирзиёев[21]

### Руководители постоянно действующих органов ШОС
- генеральный секретарь Владимир Норов
- директор Исполнительного комитета Региональной антитеррористической структуры Джумахон Гиясов

### Руководители международных организаций
- ООН — генеральный секретарь Антониу Гутерриш
- ЕАЭС — председатель Коллегии Евразийской экономической комиссии Михаил Мясникович[22]
- ОДКБ — генеральный секретарь Станислав Зась[23]
- ОЭС — генеральный секретарь Хусрав Нозири[24]
- СВМДА — исполнительный директор секретариата Кайрат Сарыбай
- СНГ — председатель исполнительного комитета — исполнительный секретарь Сергей Лебедев[25]

## Повестка дня
Были обсуждены основные итоги деятельности ШОС за 20 лет, состояние и перспективы многостороннего взаимодействия в рамках организации, а также актуальные вопросы регионального и международного сотрудничества, рассмотрели совместные шаги в рамках ШОС по преодолению последствий кризиса, вызванного пандемией коронавируса, ситуацию в Афганистане.

## Результаты
По итогам саммита подписан солидный пакет документов, который впервые в истории ШОС достиг тридцати, главный из которых — Душанбинская декларация двадцатилетия ШОС.
Также были приняты следующие решения, заявления и другие документы:
- об утверждении Программы сотрудничества государств — членов Шанхайской организации сотрудничества в противодействии терроризму, сепаратизму и экстремизму на 2022-2024 годы[30];
- об утверждении Рабочего плана (2021—2023 годы) по реализации пунктов Программы действий по выполнению Антинаркотической стратегии государств — членов Шанхайской организации сотрудничества на 2018—2023 годы;
- об утверждении Плана взаимодействия государств — членов ШОС по вопросам обеспечения международной информационной безопасности на 2022-—2023 годы;
- об утверждении Плана совместных мер государств — членов ШОС по преодолению негативных социально-экономических последствий пандемии COVID на 2021—2023 годы;
- о совершенствовании механизмов противодействия вызовам и угрозам безопасности государств — членов ШОС;
- о генеральном секретаре Шанхайской организации сотрудничества;
- о директоре исполнительного комитета Региональной антитеррористической структуры Шанхайской организации сотрудничества;
- об утверждении Положения о гимне Шанхайской организации сотрудничества[31];
- об утверждении Программы «Зелёного пояса» Шанхайской организации сотрудничества;
- об утверждении Плана мероприятий по реализации Концепции сотрудничества государств — членов ШОС в области охраны окружающей среды на период 2022—2024 годов;
- об утверждении Доклада генерального секретаря Шанхайской организации сотрудничества о деятельности ШОС за прошедший год;
- об утверждении доклада Совета Региональной антитеррористической структуры ШОС о деятельности РАТС в 2020 году;
- об утверждении Положения о туристической и культурной столице Шанхайской организации сотрудничества;
- об утверждении Концепции Экономического форума Шанхайской организации сотрудничества.
- о подписании Меморандума о взаимопонимании между Секретариатом ШОС и ООН по промышленному развитию;
- о подписании Меморандума о взаимопонимании между Секретариатом ШОС и Генеральным секретариатом Лиги арабских государств;
- о подписании Меморандума о взаимопонимании между Секретариатом ШОС и Секретариатом Конференции ООН по торговле и развитию;
- о подписании Меморандума о взаимопонимании между Секретариатом ШОС и Секретариатом Международного комитета по контролю над наркотиками;
- заявление Совета глав государств — членов Шанхайской организации сотрудничества об укреплении сотрудничества в области науки, технологий и инноваций;
- совместное заявление Совета глав государств — членов Шанхайской организации сотрудничества по продовольственной безопасности;
- соглашение между уполномоченными органами государств — членов Шанхайской организации сотрудничества о сотрудничестве в сфере работы с молодежью;
- соглашение между правительствами государств — членов ШОС о сотрудничестве в области охраны объектов культурного наследия;
- меморандум о сотрудничестве между образовательными организациями высшего и среднего профессионального образования в сфере культуры и искусства государств — членов Шанхайской организации сотрудничества;
- стратегия дальнейшего развития Межбанковского объединения Шанхайской организации сотрудничества на среднесрочную перспективу (2022-2026 годы)[32].

Подписан меморандум о взаимопонимании между Секретариатом Шанхайской организации сотрудничества и Евразийской экономической комиссией.
Был дан старт процедурам приёма Ирана в Шанхайскую организацию сотрудничества в качестве полноправного члена и предоставления Египту, Катару и Саудовской Аравии статуса партнёра по диалогу при объединении.
Председательство в организации на период 2021—2022 гг. перешло к Узбекистану.